# Чисто про…
«Чисто про…» — третий студийный альбом российской рэп-группы Bad Balance, выпущенный 18 февраля 1997 года на лейбле Gala Records.
Этот альбом группа выпустила под новым именем «Bad B. Про…». На обложке альбома появился новый логотип группы — значок «в стиле пики», означающий «андеграунд». Именно на этом альбоме Михей начал больше внимания уделять пению, а у группы появился первый российский хит — «Городская тоска».
Альбом охватывает несколько музыкальных жанров: хип-хоп («Бэла-бэланс нас»), регги («Страсть»), рэп-рок («Колыбельная»), R&B («Жабы»), джи-фанк («Ангел-хранитель»), рэпкор («Тик Т.М. Так»). Музыку для альбома создали Михей и DJ LA при помощи сессионных музыкантов: Брюс (бас-гитара, гитара, контрабас), Павел Шацкий (бас-гитара), Ричард Олейник (гитара), Евгений Кюн (ударные), Арайк-Jay (гитара).
Темами песен альбома стали предательство, страсть, дорога, городская тоска, плохой баланс, нечисть, проституция («Жабы»), философия, ангел-хранитель, время. Все тексты для альбома написал Шеф. В записи альбома приняла участие бэк-вокалистка Ирина «Шмель» Минина, а в записи песни «Рэп-мастерская» приняли участие рэперы DJ 108 и Купер («DA-108»), Ladjack, MC Mix и Mad Max («Max Mix Production»).
Презентация альбома и видеоклипа на песню «Городская тоска» состоялась в клубе «Манхэттен-экспресс» в Москве 18 февраля 1997 года, а в Санкт-Петербурге — 1 марта 1997 года.
В 2015 году альбом впервые был выпущен на виниле на лейбле ZBS Records.

## Об альбоме
В 1995 году группа обратилась к директору Gala Records, Сергею Кузнецову, с предложением записать альбом на его студии Gala Records Studio с условием, что он купит права на этот альбом. Директор согласился.
В то время группа экспериментировала со звучанием и приглашала живых музыкантов: барабанщик, бас-гитарист, гитарист. Басист группы, Mr. Bruce, играл ещё и на контрабасе. На концертах Михей под аккомпанемент Брюса исполнял черновую версию песни «Сука-Любовь».
В 1997 году в московском офисе фирмы Adidas художник группы, Олег «Баскет» Басков, создал целую галерею, посвящённую Adidas. В сборнике «Adidas Streetball Challenge '97» появились треки Bad Balance «Adidas» и «Московский Old School».
Песни «Городская тоска» (сингловая версия) и «Жабы» (сингловая версия) были выпущены на сборнике «Hip-Hop Info» в 1997 году.
Песня «Городская тоска» была выпущена на сборнике «Hip-Hop Info № 3» в 1998 году.
В 2006 году для документального фильма «История Bad B. Часть II. Золотые времена хип-хопа» было смонтировано два видеоклипа на 
композиции «Страсть» и «Тик Т. М. Так». В основе обоих видео выступление группы Bad Balance на фестивале «Звуковой дорожки» на ежегодном празднике газеты «Московский комсомолец» в «Лужниках» 30 июня 1996 года. В ролик «Страсть» было добавлено выступление группы на фестивале «Территория Пацифик» в клубе «Махаон» во Владивостоке 13 декабря 1997 года.

## Видеоклип на песню «Городская тоска»
В 1995 году Влад Валов познакомился с топ-менеджером московского офиса компании Adidas, Александром Кесселем, и убедил его в необходимости съёмок видеоклипа на рэп-композицию Bad Balance для привлечения внимания молодёжи к спортивному бренду. Но подходящего трека на тот момент не было. В 1996 году во время гастролей группы в Лос-Анджелесе Валов написал текст песни «Городская тоска», записав которую в Москве, тут же отправил её Кесселю. Компания Adidas выделила группе пять тысяч долларов на съёмку видеоклипа в их фирменной одежде. Валов познакомился с оператором Сергеем Бледновым и режиссёром Владленом Разгулиным, которые сняли видео на территории фурнитурного завода возле метро «Павелецкая». Роспись стен сделал Олег «Баскет» Басков. Первоначальная версия клипа вызвала у группы разочарование, на что Разгулин предложил группе перемонтировать клип. Итоговая версия была готова через неделю. Видеоклип был включён в программу пятого московского международного фестиваля видеоклипов «Поколение-96» 24 декабря 1996 года. Ролик показали всего один раз по РТР в конкурсе видеоклипов, но этого оказалось достаточно, чтобы группа начала активно гастролировать.
По мнению Валова, «Городская тоска» является его лучшей совместной вещью с Михеем. Эту композицию они посвятили их наставнику в хип-хопе, который в 1995 году умер от инсульта в 31-летнем возрасте.
Видеоклип на песню «Городская тоска» был номинирован на «Видео года» на церемонии вручения премий «Funny House Dance Awards '97» за достижения в танцевальной культуре, учреждённой радио «Максимум» и «Райс-ЛИС'С». Церемония прошла в СК «Олимпийский» 24 января 1998 года и транслировалась по телеканалу Муз-ТВ. В номинации «Видео года» победил DJ Groove с клипом на песню «Ноктюрн. Часть 3».

## Критика
В мае 1997 года обозреватель музыкальной газеты «Живой звук», Илья Кормильцев, в своей рецензии к альбому «Чисто про…» отметил среди минусов альбома отсутствие «взрывной энергии» в рэп-композициях, а среди плюсов — лирику в песнях «Городская тоска» и «Ангел-хранитель».
В 2007 году главный редактор портала Rap.ru, Андрей Никитин, поместил альбом «Чисто про…» в список главных альбомов русского рэпа:
Первое в стране «правильное» рэп-видео на «Городскую тоску». Хип-хоп в России обрёл легитимных лидеров, а группа Bad Balance нащупала свой стиль, который она доведёт до совершенства на следующем релизе.
В 2010 году видеоклип на песню «Городская тоска» вошёл в список «Top 10: Лучшие отечественные клипы 1990-х» на сайте Spletnik.
В 2017 году песня «Городская тоска» вошла в список «История русского рэпа в 15 важнейших треках» компании Союз.
В 2018 году Андрей Никитин в статье на сайте «Афиша Daily» назвал альбом «Чисто про…» классикой русского рэпа 90-х, а видеоклип на песню «Городская тоска» — «недосягаемым по тем временам стилем».
В 2020 году видеоклип на песню «Городская тоска» вошёл в список «25 главных хип-хоп-клипов на русском языке» журнала «Афиша»:
Изумительная калька с американских рэп-видео — курточки, штаны, деньги, тачки, криминал — и прекрасный образец русскоязычного олдскула. Одно из первых видео, где можно было увидеть и услышать Михея — главного культургегера русской попсы конца девяностых. — Николай Овчинников, редактор раздела «Музыка» «Афиши Daily»

## Список композиций
| №   | Название               | Текст песни | Музыка    | Длительность |
| --- | ---------------------- | ----------- | --------- | ------------ |
| 1.  | «Имя защищено»         | Шеф         | Михей, LA | 2:47         |
| 2.  | «Чисто про…»           | Шеф         | Михей, LA | 4:48         |
| 3.  | «Страсть»              | Шеф         | Михей, LA | 3:48         |
| 4.  | «Дорога домой»         | Шеф         | Михей, LA | 4:07         |
| 5.  | «Городская тоска»      | Шеф         | Михей, LA | 4:50         |
| 6.  | «Рэп-мастерская»       | Шеф         | Михей, LA | 1:46         |
| 7.  | «Бэла-бэланс нас»      | Шеф         | Михей, LA | 4:36         |
| 8.  | «Колыбельная»          | Шеф         | Михей, LA | 5:23         |
| 9.  | «Жабы»                 | Шеф         | Михей, LA | 5:35         |
| 10. | «Bad B. Про… (school)» | Шеф         | Михей, LA | 0:18         |
| 11. | «Глина и камень»       | Шеф         | Михей, LA | 4:48         |
| 12. | «Bad B. — вашему дому» | Шеф         | Михей, LA | 0:57         |
| 13. | «Ангел-хранитель»      | Шеф         | Михей, LA | 4:06         |
| 14. | «Тик Т.М. Так»         | Шеф         | Михей, LA | 5:31         |

### Семплы
Информация о семплах была взята из сайта WhoSampled.
- «Имя защищено»

1. Russell Means — «I Will Take You Home» (1994)
2. Duane Eddy — «The Trembler» (1987)

- «Чисто про…»

1. Kool & The Gang — «Jungle Boogie» (1973)
2. Lard — «Forkboy» (1994)

- «Дорога домой»

1. Machines Of Loving Grace — «Golgotha Tenement Blues» (1994)
2. Jane's Addiction & Diamanda Galas — «Sex Is Violent» (1994)
3. Barry Adamson — «Hungry Ants» (1994)

- «Городская тоска»

1. Ennio Morricone — «A Fistful Of Dynamite» (1971)
2. Ennio Morricone — «The Man With The Harmonica» (1968)
3. Dan Zanes — «Moon Over Greene County» (1994)

- «Рэп-мастерская»

1. Naughty By Nature — «Hip Hop Hooray» (1992)
2. Tha Dogg Pound — «What Would U Do?» (1994)
3. D.M.J. — «Я сошёл с ума» (1993)
4. DA-108 — «Потому что это...» (1995)
5. D.O.B. Community — «Livin' In Style» (1996)
6. Max Mix Production — «Чужая Территория» (1995)

- «Бэла-бэланс нас»

1. Алла Пугачева — «Расскажите, птицы» (1985)

- «Жабы»

1. Isaac Hayes — «Make A Little Love To Me» (1976)

- «Глина и камень»

1. Nusrat Fateh Ali Khan, Party & Diamanda Gallas — «Allah, Mohammed, Char, Yaar» (1994)

- «Bad B. - вашему дому»

1. Stone Temple Pilots — «Big Empty» (1992)

- «Ангел-хранитель»

1. Violent Femmes — «Color Me Once» (1994)

- «Тик Т.М. Так»

1. Duane Eddy — «Rebel Rouser» (1958)

### Чарты и ротации
В 1999 году видеоклип на песню «Городская тоска» попал в ротацию чартов «Русская десятка» и «20 самых-самых» телеканала «MTV Россия».
В 2003 году песня «Городская тоска» группы Bad Balance прозвучала в хип-хоп передаче «Фристайл» на «Нашем Радио».
По данным интернет-проекта Moskva.FM, песни «Городская тоска», «Страсть» и «Ангел-хранитель» находились в ротации нескольких российских радиостанций с 2007 по 2015 год.

## Участники записи
| - Шеф — вокал, автор слов, продюсер - Михей — вокал, композитор, продюсер - Глеб «DJ LA» Матвеев — аранжировка - Эльбрус «Брюс» Черкезов — бас-гитара, гитара, контрабас (1, 2, 4, 5, 9, 11, 13) - Павел Шацкий — бас-гитара (3, 8, 14) - Ричард Олейник — гитара (3, 8, 14) - Евгений Кюн — ударные (8, 14) - Арайк-Jay — гитара (2) - Ирина «Шмель» Минина — вокал (7) | - Сергей Матвеев — запись, сведение (1-5, 7, 9, 10, 12, 13) - Юрий Богданов — сведение (7, 8, 11) - Валерий Таманов — сведение (14) - Андрей Соловьёв — программирование синтезатора и компьютера - Юрий Богданов — мастеринг на студии Magic Mastering Studio - Борис Гатинский — продакшн-менеджер - Олег «Баскет» Басков — художник, дизайн - Катя Белиловская — фото |